# Liste der Straßen, Plätze und Brücken in Hamburg-Billstedt

Lage von Billstedt in Hamburg und im Bezirk Hamburg-Mitte (hellrot)

Die Liste der Straßen, Plätze und Brücken in Hamburg-Billstedt ist eine Übersicht der im Hamburger Stadtteil Billstedt vorhandenen Straßen, Plätze und Brücken. Sie ist Teil der Liste der Verkehrsflächen in Hamburg.

## Überblick
In Billstedt (Ortsteilnummer 130) leben 72623 Einwohner (Stand: 31. Dezember 2023) auf 17,0 km². Billstedt liegt in den Postleitzahlenbereichen 22111, 22113, 22115, 22117 und 22119.
In Billstedt gibt es 284 benannte Verkehrsflächen, darunter zwei Plätze und sechs Brücken. Im Stadtteil finden sich mehrere Motivgruppen (siehe Spalte „Anmerkungen“):
- „Märchen“ (südlich der A 24 und westlich des Schiffbeker Wegs)
- „Vögel“ (südlich an die Märchengruppe anschließend)
- „Städte, Inseln und Gemeinden in Nordfriesland“ (westlich und östlich des Oststeinbeker Wegs)
- „Moderne Maler“ (nördlich und südlich der Straße Mümmelmannsberg)
- „Buchherstellung und Verlag“ (größtenteils im weiteren Umkreis des U-Bahnhofs Merkenstraße)
- „Kartographen und Topographen“ (über den Stadtteil verteilt)
- „heimische Wiesen-, Ufer- und Wasserpflanzen“ (westlich des Öjendorfer Sees)

## Übersicht der Straßen
Die nachfolgende Tabelle gibt eine Übersicht über alle benannten Verkehrsflächen – Straßen, Plätze und Brücken – im Stadtteil sowie einige dazugehörige Informationen. Im Einzelnen sind dies:
- Name/Lage: aktuelle Bezeichnung der Straße, des Platzes oder der Brücke. Über den Link (Lage) kann die Straße, der Platz oder die Brücke auf verschiedenen Kartendiensten angezeigt werden. Die Geoposition gibt dabei ungefähr die Mitte an. Bei längeren Straßen, die durch zwei oder mehr Stadtteile führen, kann es daher sein, dass die Koordinate in einem anderen Stadtteil liegt.
- Straßenschlüssel: amtlicher Straßenschlüssel, bestehend aus einem Buchstaben (Anfangsbuchstabe der Straße, des Platzes oder der Brücke) und einer dreistelligen Nummer.
- Länge/Maße in Metern:
Hinweis: Die in der Übersicht enthaltenen Längenangaben sind nach mathematischen Regeln auf- oder abgerundete Übersichtswerte, die im Digitalen Atlas Nord[1] mit dem dortigen Maßstab ermittelt wurden. Sie dienen eher Vergleichszwecken und werden, sofern amtliche Werte bekannt sind, ausgetauscht und gesondert gekennzeichnet.
Bei Plätzen sind die Maße in der Form a × b bei rechteckigen Anlagen oder a × b × c bei dreiecksförmigen Anlagen mit a als längster Kante dargestellt.
Der Zusatz (im Stadtteil) gibt an, wie lang die Straße innerhalb des Stadtteils ist, sofern sie durch mehrere Stadtteile verläuft.
- Namensherkunft: Ursprung oder Bezug des Namens.
- Datum der Benennung: Jahr der offiziellen Benennung oder der Ersterwähnung eines Namens, bei Unsicherheiten auch die Angabe eines Zeitraums.
- Anmerkungen: Weitere Informationen bezüglich anliegender Institutionen, der Geschichte der Straße, historischer Bezeichnungen, Baudenkmale usw.
- Bild: Foto der Straße oder eines anliegenden Objektes.

| Name/Lage                       | Straßen- schlüssel | Länge/Maße (in Metern) | Namensherkunft | Datum der Benennung | Anmerkungen | Bild                                   |
| ------------------------------- | ------------------ | ---------------------- | --- | ------------------- | --- | -------------------------------------- |
| Adolph-Schomacker-Weg (Lage)    | A635               | 0085                   | Adolph Schomacker (1851–1915), stellvertretender Amts- und Gemeindevorsteher in Schiffbek                                                                           | 1985                | | Adolph-Schomacker-Weg                  |
| Aladinweg (Lage)                | A059               | 0640                   | nach der gleichnamigen Figur aus den Märchen aus 1001 Nacht | 1953                | Motivgruppe: „Märchen“ | Aladinweg                              |
| Albatrosweg (Lage)              | A061               | 0195                   | nach dem gleichnamigen Seevogel | 1952                | Motivgruppe: „Vögel“ | Albatrosweg                            |
| Am Alten Zoll (Lage)            | A608               | 0220                   | nach einer früheren Zollstelle zwischen Hamburg und Schiffbek | 1979                | | Am Alten Zoll                          |
| Am Kampmoor (Lage)              | A267               | 0110                   | nach einem Flurnamen | 1966                | | Am Kampmoor                            |
| Am Maisfeld (Lage)              | A681               | 0105                   | nach einem früher dort gelegenen Maisfeld | 1998                | | Am Maisfeld                            |
| Am Mühlenbach (Lage)            | A594               | 0275                   | nach der Lage an der auch als „Mühlenbach“ bezeichneten Glinder Au                                                                                                  | 1977                | | Am Mühlenbach                          |
| Am Öjendorfer See (Lage)        | A760               | 0360                   | nach der Lage | 2018                | | Am Öjendorfer See                      |
| Amrumer Knick (Lage)            | A382               | 0382                   | Amrum, nordfriesische Insel | vor 1945            | Motivgruppe: „Städte, Inseln und Gemeinden in Nordfriesland“ | Amrumer Knick                          |
| Am Schiffbeker Berg (Lage)      | A590               | 0405                   | nach einer volkstümlichen Bezeichnung für die unterhalb des Geesthanges verlaufende Straße                                                                          | 1977                | | Am Schiffbeker Berg                    |
| Am Vorwerk (Lage)               | A352               | 0030                   | nach einem früher hier gelegenen Bauernhof gleichen Namens | 1938                | | Am Vorwerk                             |
| An der Glinder Au (Lage)        | A401               | 1510                   | nach der Lage an der Glinder Au | 1948                | | An der Glinder Au                      |
| An der Kreisbahn (Lage)         | A402               | 0420 (im Stadtteil)    | nach dem Verlauf an der ehemaligen Südstormarnschen Kreisbahn | 1950                | ab Anschlussstelle Billstedt der A 1 in östlicher Richtung in Lohbrügge | An der Kreisbahn                       |
| An der Schleemer Mühle (Lage)   | A414               | 0150                   | nach der Lage an der Mühle im ehemaligen Dorf Oberschleems | vor 1938            | | An der Schleemer Mühle                 |
| An der Steinbek (Lage)          | A416               | 1260                   | nach der Lage | 1950                | | An der Steinbek                        |
| Annaberg (Lage)                 | A439               | 0230                   | nach dem weiblichen Vornamen | vor 1938            | | Annaberg                               |
| Archenholzstraße (Lage)         | A456               | 1165                   | Johann Wilhelm von Archenholz (1743–1812), Schriftsteller | vor 1938            | | Archenholzstraße                       |
| Archsumer Weg (Lage)            | A647               | 0200                   | Archsum, Dorf auf Sylt | 1988                | Motivgruppe: „Städte, Inseln und Gemeinden in Nordfriesland“ | Archsumer Weg                          |
| Arndesstieg (Lage)              | A461               | 0180                   | Stephan Arndes, Buchdrucker im 15. Jahrhundert | 1948                | Motivgruppe: „Buchherstellung und Verlag“ vor 1948: Jahnstraße | Arndesstieg                            |
| Asbrookdamm (Lage)              | A479               | 0605 (im Stadtteil)    | nach einer bereits 1257 urkundlich erwähnten Flurbezeichnung | 1958                | östlicher Teil in Lohbrügge | Asbrookdamm                            |
| Aschenputtelstraße (Lage)       | A480               | 0180                   | nach der gleichnamigen Märchenfigur | 1952                | Motivgruppe: „Märchen“ | Aschenputtelstraße                     |
| August-Macke-Weg (Lage)         | A556               | 0230                   | August Macke (1887–1914), Maler | 1971                | Motivgruppe: „Moderne Maler“ | August-Macke-Weg                       |
| BAB – Südliche Umgehung (Lage)  | B754               | 5210                   | |                     | Es handelt sich hierbei um ein gut 5 Kilometer langes Teilstück der A 1 zwischen Billwerder Billdeich im Süden und dem Autobahnkreuz Hamburg-Ost im Norden. | BAB 1 (Südliche Umgehung)              |
| Barckhusendamm (Lage)           | B053               | 0245                   | Hermann Barckhusen (* um 1460; † 1528 od. 1529), Verleger und Buchdrucker                                                                                           | 1948                | Motivgruppe: „Buchherstellung und Verlag“ vor 1948: Hochstraße | Barckhusendamm                         |
| Bärenhäuterweg (Lage)           | B021               | 0210                   | nach der gleichnamigen Märchenfigur | 1952                | Motivgruppe: „Märchen“ | Bärenhäuterweg                         |
| Barsbütteler Weg (Lage)         | B081               | 1925                   | Barsbüttel, Gemeinde im Kreis Stormarn in Schleswig-Holstein | vor 1938            | | Barsbütteler Weg                       |
| Baxmannstraße (Lage)            | B120               | 0065                   | Johann Henning Baxmann (1730–1796), Ingenieur-Kapitän, Zeichner von Elbkarten                                                                                       | 1948                | Motivgruppe: „Kartographen und Topographen“ vor 1948: Eggersweg | Baxmannstraße                          |
| Baxmannweg (Lage)               | B761               | 0070                   | in Anlehnung an die Baxmannstraße | 1971                | Motivgruppe: „Kartographen und Topographen“ | Baxmannweg                             |
| Behaimweg (Lage)                | B143               | 0410                   | Martin Behaim (1459–1507), Tuchhändler, Konstrukteur des ältesten erhaltenen Erdglobus‘ der Welt                                                                    | 1948                | Motivgruppe: „Kartographen und Topographen“ vor 1948: Wiesenweg | Behaimweg                              |
| Beim Saaren (Lage)              | B798               | 0795                   | nach einem Flurnamen | 1977                | Fuß- und Radweg | Beim Saaren                            |
| Bergedorfer Straße (Lage)       | B255               | 4960 (im Stadtteil)    | Hamburger Stadtteil Bergedorf | 1954                | Westlich der Bahnbrücke bis Schurzallee-Nord in Hamm, östlich davon bis etwa Mitte der parallel verlaufenden Kolumbusstraße in Horn, von da ab in Billstedt, östlich der Anschlussstelle Billstedt der A 1 in Lohbrügge, dabei bis etwa Höhe Abzweigung Am Langberg Grundstücke auf der nördlichen Seite noch in Billstedt; südöstlich der Kurt-A.-Körber-Chaussee dann in Bergedorf, Grundstücke auf der Westseite zwischen Sander Damm und Kurt-A.-Körber Chaussee bereits in Bergedorf. | Bergedorfer Straße                     |
| Bienenbusch (Lage)              | B799               | 0235                   | nach einem Flurnamen | 1977                | | Bienenbusch                            |
| Billstedter Bahnstieg (Lage)    | B329               | 0650                   | nach Lage und Funktion im Stadtteil | 1948                | | Billstedter Bahnstieg                  |
| Billstedter Hauptstraße (Lage)  | B330               | 1625                   | nach der Lage im Stadtteil | 1951                | vor 1951: Hauptstraße | Billstedter Hauptstraße                |
| Billstedter Mühlenweg (Lage)    | B331               | 0545                   | nach Lage und Funktion zur ehemaligen Schleemer Windmühle führend                                                                                                   | 1948                | vor 1948: Mühlenweg | Billstedter Mühlenweg                  |
| Billstedter Platz (Lage)        | B758               | 0310                   | nach der Lage im Billstedter Ortskern | 1969                | | Billstedter Platz                      |
| Bonhoefferstraße (Lage)         | B467               | 0275                   | Dietrich Bonhoeffer (1906–1945), Theologe, Opfer des Nationalsozialismus                                                                                            | 1962                | | Bonhoefferstraße                       |
| Borchardsheide (Lage)           | B475               | 0290                   | Hans und Thomas Borchard, erste Buchdrucker Hamburgs | 1948                | Motivgruppe: „Buchherstellung und Verlag“ vor 1948: Heidberg | Borchardsheide                         |
| Braunstieg (Lage)               | B567               | 0300                   | Georg Braun (1541–1622), Theologe, Autor und Herausgeber der Civitates Orbis Terrarum, eines umfassenden Werks mit Stadtansichten                                   | 1948                | Motivgruppe: „Kartographen und Topographen“ vor 1948: Finkenweg | Braunstieg                             |
| Breedenweg (Lage)               | B584               | 0090                   | nach einer Flurbezeichnung | vor 1938            | | Breedenweg                             |
| Brockhausweg (Lage)             | B607               | 1010                   | Friedrich Arnold Brockhaus (1772–1823), Verleger | 1948                | Motivgruppe: „Buchherstellung und Verlag“ vor 1948: Auguststraße | Brockhausweg                           |
| Cottaweg (Lage)                 | C058               | 0505                   | Johann Friedrich Cotta (1764–1832), Verleger | 1957                | Motivgruppe: „Buchherstellung und Verlag“ | Cottaweg                               |
| Dagebüller Weg (Lage)           | D066               | 0090                   | Dagebüll, Gemeinde im Kreis Nordfriesland in Schleswig-Holstein | 1948                | Motivgruppe: „Städte, Inseln und Gemeinden in Nordfriesland“ | Dagebüller Weg                         |
| Danckwerthweg (Lage)            | D031               | 0345                   | Caspar Danckwerth (1605–1672), Bürgermeister von Husum, Herausgeber des Atlas‘ Neue Landesbeschreibung der zwei Herzogtümer Schleswig und Holstein                  | 1948                | Motivgruppe: „Kartographen und Topographen“ vor 1948: Rosenweg | Danckwerthweg                          |
| Daniel-Frese-Straße (Lage)      | D263               | 0200                   | Daniel Frese (1540–1611), Kartograph und Maler | 1975                | Motivgruppe: „Kartographen und Topographen“ | Daniel-Frese-Straße                    |
| Dannerallee (Lage)              | D040               | 0690                   | Lothar Danner (1891–1960), SPD-Politiker | 1964                | westliche Straßenhälfte in Horn | Dannerallee                            |
| Daseweg (Lage)                  | D044               | 0110                   | Zacharias Dase (1824–1861), Rechenkünstler | 1948                | | Daseweg                                |
| Däumlingtwiete (Lage)           | D004               | 0225                   | nach der gleichnamigen Märchenfigur | 1952                | Motivgruppe: „Märchen“ | Däumlingtwiete                         |
| Dietzweg (Lage)                 | D111               | 0280                   | Heinrich Dietz (1843–1922), Reichstagsabgeordneter der SPD | 1966                | | Dietzweg                               |
| Dinkelkamp (Lage)               | D279               | 0070                   | nach der gleichnamigen Getreideart | 1998                | | Dinkelkamp                             |
| Driftredder (Lage)              | D193               | 0805                   | nach einem Flurnamen | vor 1938            | | Driftredder                            |
| Dringsheide (Lage)              | D252               | 0735                   | nach einem Flurnamen | 1971                | | Dringsheide                            |
| Dröögsiet (Lage)                | D200               | 0450                   | nach einer Flurbezeichnung | 1958                | niederdeutsch dröög Siet = trockene Seite | Dröögsiet                              |
| Drosselbartweg (Lage)           | D202               | 0465                   | nach der gleichnamigen Märchenfigur | 1952                | Motivgruppe: „Märchen“ | Drosselbartweg                         |
| Druckerstraße (Lage)            | D208               | 0555                   | nach der gleichnamigen Berufsbezeichnung | 1948                | Motivgruppe: „Buchherstellung und Verlag“ | Druckerstraße                          |
| Dudenweg (Lage)                 | D210               | 0320                   | Konrad Duden (1829–1911), Philologe und Lexikograf | 1950                | Motivgruppe: „Buchherstellung und Verlag“ | Dudenweg                               |
| Edvard-Munch-Straße (Lage)      | E276               | 0360                   | Edvard Munch (1863–1944), norwegischer Maler | 1971                | Motivgruppe: „Moderne Maler“ | Edvard-Munch-Straße                    |
| Erhard-Dressel-Bogen (Lage)     | E331               | 0125                   | Erhard Dressel (1943–1991), Sozialarbeiter in der Siedlung „Sonnenland“                                                                                             | 1996                | | Erhard-Dressel-Bogen                   |
| Everlingweg (Lage)              | E267               | 0380                   | Henry Everling (1873–1960), SPD-Politiker und Genossenschafter | 1964                | | Everlingweg                            |
| Feiningerstraße (Lage)          | F300               | 0225                   | Lyonel Feininger (1871–1956), deutsch-amerikanischer Maler | 1971                | Motivgruppe: „Moderne Maler“ | Feiningerstraße                        |
| Felginerweg (Lage)              | F079               | 0135                   | Theodor Felginer (1686–1726), Verleger | 1963                | Motivgruppe: „Buchherstellung und Verlag“ | Felginerweg                            |
| Fischadlerstieg (Lage)          | F125               | 0310                   | nach der gleichnamigen Vogelart | 1950                | Motivgruppe: „Vögel“ | Fischadlerstieg                        |
| Franz-Marc-Straße (Lage)        | F301               | 0255                   | Franz Marc (1880–1916), Maler | 1971                | Motivgruppe: „Moderne Maler“ | Franz-Marc-Straße                      |
| Fritzschweg (Lage)              | F291               | 0195                   | Christian Fritzsch (1695–1769), Kupferstecher, der in Schiffbek lebte                                                                                               | 1969                | | Fritzschweg                            |
| Frobeniusweg (Lage)             | F251               | 0150                   | Georg Ludwig Frobenius (1566–1645), Buchhändler und Verleger | 1948                | Motivgruppe: „Buchherstellung und Verlag“ vor 1948: Karlstraße | Frobeniusweg                           |
| Froschkönigweg (Lage)           | F254               | 0285                   | nach der gleichnamigen Märchenfigur | 1952                | Motivgruppe: „Märchen“ | Froschkönigweg                         |
| Fuchsbergredder (Lage)          | F263               | 0940                   | nach einer ortsüblichen Bezeichnung | 1950                | | Fuchsbergredder                        |
| Fuchsbergweg (Lage)             | F339               | 0430                   | in Anlehnung an den Fuchsbergredder | 1999                | | Fuchsbergweg                           |
| Gänselieselweg (Lage)           | G004               | 0245                   | in Anlehnung an das Märchen Die Gänsemagd | 1952                | Motivgruppe: „Märchen“ | Gänselieselweg                         |
| Geerzkamp (Lage)                | G390               | 0165                   | Franz Geerz (1816–1888), Generalmajor und Kartograph | 1975                | Motivgruppe: „Kartographen und Topographen“ | Geerzkamp                              |
| Geesthang (Lage)                | G035               | 0220                   | nach der Lage | 1984                | | Geesthang                              |
| Geesttwiete (Lage)              | G036               | 0045                   | nach der Lage am Geesthang | 1948                | | Geesttwiete                            |
| Geißleinweg (Lage)              | G048               | 0450                   | nach dem Märchen vom Wolf und den sieben jungen Geißlein | 1952                | Motivgruppe: „Märchen“ | Geißleinweg                            |
| Glasbergstraße (Lage)           | G104               | 0280                   | nach dem gleichnamigen Märchenmotiv | 1952                | Motivgruppe: „Märchen“ | Glasbergstraße                         |
| Glinder Straße (Lage)           | G109               | 2665                   | Glinde, Stadt in Schleswig-Holstein | 1966                | | Glinder Straße                         |
| Glitzaweg (Lage)                | G115               | 0325                   | Johann Friedrich August Glitza (1820–1894), Hauptpastor an der Hamburger Hauptkirche Sankt Katharinen                                                               | 1962                | | Glitzaweg                              |
| Godenwind (Lage)                | G128               | 0870                   | nach der Erzählung Hein Godenwind de Admirol von Moskitonien von Gorch Fock                                                                                         | vor 1938            | | Godenwind                              |
| Goldelsestieg (Lage)            | E155               | 0285                   | nach einem Märchenmotiv | 1952                | Motivgruppe: „Märchen“ Bei Beckershaus wird die Straße irrtümlicherweise als „Goldeselstieg“ geführt. | Goldelsestieg                          |
| Goldkoppel (Lage)               | G414               | 0570                   | nach einem dort befindlichen Kleingartenverein | 1980                | | Goldkoppel                             |
| Gothaer Weg (Lage)              | G179               | 0445                   | Gotha, Stadt in Thüringen | 1948                | | Gothaer Weg                            |
| Grootmoorredder (Lage)          | G252               | 1780                   | nach einer Flurbezeichnung | 1950                | niederdeutsch Grootmoor = großes Moor; Fuß- und Radweg | Grootmoorredder                        |
| Große Holl (Lage)               | G398               | 0910                   | nach einem Flurnamen | 1977                | | Große Holl                             |
| Gundermannstraße (Lage)         | G337               | 0240                   | Tobias Gundermann (17. Jahrhundert), Verleger | 1962                | Motivgruppe: „Buchherstellung und Verlag“ | Gundermannstraße                       |
| Gustav-Klimt-Weg (Lage)         | G394               | 0120                   | Gustav Klimt (1862–1918), Maler | 1976                | Motivgruppe: „Moderne Maler“; Fuß- und Radweg | Gustav-Klimt-Weg                       |
| Haferblöcken (Lage)             | H027               | 1040                   | nach einem mit Hafer bebauten Acker | 1948                | | Haferblöcken                           |
| Hainveilchenplatz (Lage)        | H846               | 0030 × 25              | nach dem gleichnamigen Veilchengewächs | 2008                | Das Hain-Veilchen war die Blume des Jahres 2002. | Hainveilchenplatz                      |
| Hans-Rubbert-Straße (Lage)      | H818               | 0845                   | Hans Rubbert (1908–1966), von 1950 bis 1960 Ortsamtsleiter in Billstedt                                                                                             | 1998                | | Hans-Rubbert-Straße                    |
| Harry-Hartz-Weg (Lage)          | H819               | 0180                   | Harry Hartz (1918–1992), SPD-Politiker, unter anderem von 1970 bis 1978 Mitglied der Hamburgischen Bürgerschaft                                                     | 1998                | | Harry-Hartz-Weg                        |
| Hasenbanckweg (Lage)            | H166               | 0860                   | Johann Otto Hasenbanck (18. Jahrhundert), Artillerie-Leutnant und Kartograph                                                                                        | 1948                | Motivgruppe: „Kartographen und Topographen“ vor 1948: Wiesenweg II | Hasenbanckweg                          |
| Haseneck (Lage)                 | H169               | 0180                   | frei gewählter Name | 1935                | | Haseneck                               |
| Haßloredder (Lage)              | H185               | 0380                   | nach einem Flurnamen | vor 1938            | Der Begriff „Haß“ steht für Sumpf, Moor oder Morast; Fuß- und Radweg. | Haßloredder                            |
| Haubentaucherweg (Lage)         | H192               | 0180                   | nach der gleichnamigen Vogelart | 1952                | Motivgruppe: „Vögel“ | Haubentaucherweg                       |
| Hauskoppel (Lage)               | H200               | 0215                   | nach einer Weide am Haus, auf dem die Kühe über Nacht verblieben | 1948                | | Hauskoppel                             |
| Hauskoppelstieg (Lage)          | H201               | 0140                   | in Anlehnung an die Hauskoppel | 1948                | | Hauskoppelstieg                        |
| Havighorster Redder (Lage)      | H204               | 0935                   | Havighorst, Ortsteil von Oststeinbek | 1948                | | Havighorster Redder                    |
| Hegenredder (Lage)              | H229               | 1200 (im Stadtteil)    | nach einer Flurbezeichnung | vor 1940            | | Hegenredder                            |
| Heideblöck (Lage)               | H747               | 0305                   | nach einem Flurnamen | 1977                | | Heideblöck                             |
| Heinrich-Schulte-Höhe (Lage)    | H748               | 0200                   | Heinrich Schulte (1896–1962), katholischer Pfarrer in Billstedt | 1977                | | Heinrich-Schulte-Höhe                  |
| Heinrich-Stück-Gang (Lage)      | H305               | 0205                   | Heinrich Stück (1823–1915), Leiter des Hamburger Vermessungsamtes                                                                                                   | 1948                | Motivgruppe: „Kartographen und Topographen“ vor 1948: Nelkenweg | Heinrich-Stück-Gang                    |
| Hertelstieg (Lage)              | H385               | 0085                   | Zacharias Hertel († 1677), Hamburger Verleger | 1948                | Motivgruppe: „Buchherstellung und Verlag“ vor 1948: Heinrichstraße | Hertelstieg                            |
| Hirtenstieg (Lage)              | H749               | 0230                   | nach der früheren Nutzung des Geländes als Weideland | 1977                | Fuß- und Radweg | Hirtenstieg                            |
| Höfnageleck (Lage)              | H488               | 0310                   | Georg Hoefnagel (1542–1600), flämischer Miniaturenmaler, Illustrator für Georg Brauns Städteansichten                                                               | 1948                | Motivgruppe: „Kartographen und Topographen“ vor 1948: Grasweg | Höfnageleck                            |
| Hogenbergkamp (Lage)            | H531               | 0250                   | Frans Hogenberg (1535–1590), Kupferstecher und Radierer (Atlas Neue Landesbeschreibung der zwei Herzogtümer Schleswig und Holstein)                                 | 1948                | Motivgruppe: „Kartographen und Topographen“ vor 1948: Lerchenweg | Hogenbergkamp                          |
| Hollestraße (Lage)              | H576               | 0270                   | Hermann Holle (1679–1752), Buchdrucker | 1927                | Holle gab 1712 bis 1736 den Schiffbeker Boten heraus, der Vorläufer des Hamburger Correspondenten Motivgruppe: „Buchherstellung und Verlag“ | Hollestraße                            |
| Hollkoppelweg (Lage)            | H750               | 0285                   | nach einer Flurbezeichnung | 1977                | | Hollkoppelweg                          |
| Hondiusweg (Lage)               | H734               | 0180                   | Jodocus Hondius (1563–1612), flämischer Kartograph | 1975                | Motivgruppe: „Kartographen und Topographen“ | Hondiusweg                             |
| Honiggrasweg (Lage)             | H847               | 0160                   | nach dem gleichnamigen Süßgras | 2008                | Motivgruppe: „heimische Wiesen-, Ufer- und Wasserpflanzen“ | Honiggrasweg                           |
| Honsbergenstraße (Lage)         | H617               | 0170                   | Hieronymus von Honsbergen, Kartograph und Stecher einer Stadtansicht von 1727                                                                                       | 1952                | Motivgruppe: „Kartographen und Topographen“ | Honsbergenstraße                       |
| Horner Landstraße (Lage)        | H635               | 0315 (im Stadtteil)    | Hamburger Stadtteil Horn | 1870                | Nur die Grundstücke auf der Südseite und die Straßenfläche liegen ca. 15 Meter östlich von Hausnummer 360 in Billstedt, der Rest befindet sich auf dem Gebiet von Horn. | Horner Landstraße (Billstedt)          |
| Horst-Böttjer-Weg (Lage)        | H868               | 0190                   | Horst Böttjer (1931–2011), Ortsamtsleiter in Billstedt von 1971 bis 1994                                                                                            | 2015                | | Horst-Böttjer-Weg                      |
| Hummelweg (Lage)                | H691               | 0205                   | nach dem gleichnamigen Insekt | 1935                | | Hummelweg                              |
| Ihlestraße (Lage)               | I006               | 0550                   | Albert Ihle (1869–1931), Gewerkschafter und Mitglied der Hamburgischen Bürgerschaft                                                                                 | 1962                | Motivgruppe: „Frauen und Männer der Arbeiterbewegung“. Die meisten Straßen dieser Motivgruppe befinden sich im benachbarten Stadtteil Horn. | Ihlestraße                             |
| Ittenstraße (Lage)              | I122               | 0250                   | Johannes Itten (1888–1967), Schweizer Maler | 1971                | Motivgruppe: „Moderne Maler“ | Ittenstraße                            |
| Jenkelweg (Lage)                | J041               | 0300                   | nach der alteingesessenen Schiffbeker Bauernfamilie Jenkel | 1950                | | Jenkelweg                              |
| Julius-Campe-Weg (Lage)         | J090               | 0510                   | Julius Campe (1792–1867), Verleger | 1945                | Motivgruppe: „Buchherstellung und Verlag“ vor 1945: Horst-Wessel-Straße | Julius-Campe-Weg                       |
| Kaeriusweg (Lage)               | K008               | 0155                   | Pieter van den Keere (1570–1630), Kupferstecher und Verleger | 1963                | Motivgruppe: „Buchherstellung und Verlag“ | Kaeriusweg                             |
| Kalmusweg (Lage)                | K654               | 0065                   | nach der gleichnamigen Sumpfpflanze | 2018                | Motivgruppe: „heimische Wiesen-, Ufer- und Wasserpflanzen“ | Kalmusweg                              |
| Kaltenbergen (Lage)             | K039               | 0585                   | nach einem Flurnamen | 1967                | | Kaltenbergen                           |
| Kampener Stieg (Lage)           | K051               | 0305                   | Kampen, Gemeinde auf Sylt | 1940                | Motivgruppe: „Städte, Inseln und Gemeinden in Nordfriesland“ | Kampener Stieg                         |
| Kampmoortwiete (Lage)           | K053               | 0150                   | nach einem Flurnamen und der Lage beim Kampmoor | 1948                | | Kampmoortwiete                         |
| Kandinskyallee (Lage)           | K541               | 1265                   | Wassily Kandinsky (1866–1944), russischer Maler | 1971                | Motivgruppe: „Moderne Maler“ | Kandinskyallee                         |
| Kantatenweg (Lage)              | K059               | 0105                   | nach dem gleichnamigen Gesangsstück | 1962                | | Kantatenweg                            |
| Kapellenstraße (Lage)           | K065               | 1290                   | nach der hier befindlichen Kapelle des Neuen Friedhofs Steinbek | 1874                | | Kapellenstraße                         |
| Kaptaubentwiete (Lage)          | K070               | 0335                   | nach dem gleichnamigen Taubenvogel | 1952                | Motivgruppe: „Vögel“ | Kaptaubentwiete                        |
| Karl-Strutz-Weg (Lage)          | K575               | 0495                   | Karl Strutz (1908–1974), Bürgerschaftsabgeordneter | 1980                | | Karl-Strutz-Weg                        |
| Kaspar-Siemers-Stieg (Lage)     | K090               | 0120                   | in Anlehnung an den Kaspar-Siemers-Weg | 1948                | | Kaspar-Siemers-Stieg                   |
| Kaspar-Siemers-Weg (Lage)       | K091               | 0405                   | Kaspar Friedrich Siemers, Bauernvogt der Landgemeinde und Mitglied einer seit 1640 in Schiffbek ansässigen Familie                                                  | 1948                | 1863 stiftete Siemers ein Legat für Lehrerwitwen. | Kaspar-Siemers-Weg                     |
| Kattensteert (Lage)             | K104               | 0475                   | nach dem niederdeutschen Begriff für den Schachtelhalm | vor 1938            | Kattensteert = Katzenschwanz | Kattensteert                           |
| Keitumer Weg (Lage)             | K126               | 0385                   | Keitum, Ortsteil der Gemeinde Sylt | 1940                | Motivgruppe: „Städte, Inseln und Gemeinden in Nordfriesland“ | Keitumer Weg                           |
| Kiekmoor (Lage)                 | K158               | 0235                   | nach dem Blick auf die Randmoore der Billwerder Marsch | 1948                | niederdeutsch kieken = gucken | Kiekmoor                               |
| Kirchlinden (Lage)              | K198               | 0365                   | nach der mit Linden bestandenen Straße bei der Kreuzkirche | 1948                | | Kirchlinden                            |
| Kirchnerweg (Lage)              | K542               | 0480                   | Ernst Ludwig Kirchner (1880–1938), Maler | 1971                | Motivgruppe: „Moderne Maler“ | Kirchnerweg                            |
| Kleine Holl (Lage)              | K563               | 0265                   | nach einem Flurnamen (Holl = Fuchsloch) | 1977                | | Kleine Holl                            |
| Klinkstraße (Lage)              | K265               | 0365                   | Heinrich Klink (1884–1946), Gemeindevorsteher in Billstedt | 1947                | vor 1947: Bachstraße | Klinkstraße                            |
| Knivsbergweg (Lage)             | K296               | 0296                   | Knivsberg, Erhebung bei Apenrade | vor 1938            | | Knivsbergweg                           |
| Kollwitzring (Lage)             | K543               | 0543                   | Käthe Kollwitz (1867–1945), Malerin | 1971                | Motivgruppe: „Moderne Maler“ | Kollwitzring                           |
| Kolumbusstraße (Lage)           | K355               | 0415 (im Stadtteil)    | Christoph Kolumbus (um 1451–1506), italienischer Seefahrer, Entdecker Amerikas                                                                                      | 1962                | westlicher Teil in Horn | Kolumbusstraße                         |
| Koolbarg (Lage)                 | K362               | 0530                   | nach einem Flurnamen | 1948                | Am Koolbarg wurde Holz- oder Torfkohle gebrannt. | Koolbarg                               |
| Koolbargenredder (Lage)         | K363               | 1200                   | in Anlehnung an den Koolbarg | 1966                | | Koolbargenredder                       |
| Korverweg (Lage)                | K392               | 0265                   | Gebrüder Korver, niederländische Buchdrucker im 16. Jahrhundert | 1948                | Motivgruppe: „Buchherstellung und Verlag“ vor 1948: Bergstraße | Korverweg                              |
| Kreuzkirchenstieg (Lage)        | K426               | 0125                   | nach der Lage bei der Kreuzkirche | 1948                | | Kreuzkirchenstieg                      |
| Kreyensaal (Lage)               | K429               | 0095                   | nach einer Flurbezeichnung | 1932                | niederdeutsch Kreih = Krähe; Namensgeber ist möglicherweise eine Viehtränke (Saal), aus der auch Krähen tranken | Kreyensaal                             |
| Kuriergang (Lage)               | K515               | 0345                   | nach der von 1673 bis 1811 existierenden Zeitung Relations-Curier                                                                                                   | 1948                | Motivgruppe: „Buchherstellung und Verlag“ | Kuriergang                             |
| Landjägerstieg (Lage)           | L023               | 0290                   | nach der Lage bei der ehemaligen Landjägerei | 1948                | | Landjägerstieg                         |
| Legienbrücke (Lage)             | –                  | 0075                   | in Anlehnung an die Legienstraße | 1968                | überquert die Gleise der U-Bahn beim Bahnhof Legienstraße; westliche Brückenhälfte in Horn | Legienbrücke                           |
| Legienstraße (Lage)             | L104               | 2000                   | Carl Legien (1861–1920), Gewerkschaftsfunktionär | 1929, 1947          | westliche Straßenhälfte in Horn Motivgruppe: Frauen und Männer der Arbeiterbewegung zwischenzeitlich ab ca. 1939 Scheubner-Richter-Straße (Hamburger Adressbücher 1930 und 1940) | Legienstraße                           |
| Lemkusweg (Lage)                | L120               | 0105                   | Diederich Lemkus (um 1700), Kupferstecher und Topograph | 1960                | Motivgruppe: „Kartographen und Topographen“ | Lemkusweg                              |
| Letternkamp (Lage)              | L146               | 0420                   | nach dem gleichnamigen Begriff aus dem Druckereigewerbe | 1948                | Motivgruppe: „Buchherstellung und Verlag“ | Letternkamp                            |
| Leysahtbogen (Lage)             | L365               | 0275                   | Otto Leysaht (1855–1920), Apotheker in Billstedt | 1980                | | Leysahtbogen                           |
| Liebezeitstraße (Lage)          | L165               | 0335                   | Johann Gottfried Liebezeit († 1711), Verleger | 1962                | Motivgruppe: „Buchherstellung und Verlag“ | Liebezeitstraße                        |
| Lietbargredder (Lage)           | L357               | 0270                   | nach einem Flurnamen | 1977                | | Lietbargredder                         |
| Lindenbergkoppel (Lage)         | L184               | 0165                   | nach einer ortsüblichen Bezeichnung | 1957                | | Lindenbergkoppel                       |
| Lister Weg (Lage)               | L198               | 0375                   | List auf Sylt, Gemeinde auf Sylt | 1940                | Motivgruppe: „Städte, Inseln und Gemeinden in Nordfriesland“ | Lister Weg                             |
| Lohkamp (Lage)                  | L225               | 0230                   | nach einem Flurnamen | vor 1938            | | Lohkamp                                |
| Lorenzenweg (Lage)              | L331               | 0175                   | Wilhelm Lorenzen (1847–1915), Amts- und Gemeindevorsteher in Schiffbek                                                                                              | 1969                | | Lorenzenweg                            |
| Luisenhofstieg (Lage)           | L306               | 0100                   | nach dem Öjendorfer „Freihof“, der nach der Tochter des Besitzers Wöhler „Luisenhof“ genannt wurde                                                                  | 1948                | | Luisenhofstieg                         |
| Mädesüßweg (Lage)               | M464               | 0090                   | nach dem gleichnamigen Rosengewächs | 2018                | Motivgruppe: „heimische Wiesen-, Ufer- und Wasserpflanzen“ | (in der Entstehung, Stand Januar 2022) |
| Manshardtstraße (Lage)          | M030               | 1245 (im Stadtteil)    | Friedrich Manshardt (1845–1917), Lehrer und Kirchenvorsteher in Horn                                                                                                | 1948                | zwischen Legienstraße und Dannerallee nördliche Straßenhälfte in Horn, südliche Hälfte in Billstedt, östlich der Dannerallee komplett in Billstedt | Manshardtstraße                        |
| Marianne-Timm-Weg (Lage)        | M453               | 0140                   | Henriette Marianne Timm (1913–1993), ev. Theologin und Religionspädagogin                                                                                           | 2015                | | Marianne-Timm-Weg                      |
| Marienblick (Lage)              | M                  | 0105                   | nach der Lage bei der Steinbeker Kirche | 2019                | | Marienblick                            |
| Masurenweg (Lage)               | M086               | 0360                   | Masuren, polnische Landschaft | vor 1938            | | Masurenweg (HH-Billstedt)              |
| Mattkamp (Lage)                 | M094               | 0805                   | nach einer Flurbezeichnung | 1948                | vor 1948: Jenfelder Straße | Mattkamp                               |
| Maukestieg (Lage)               | M095               | 0420                   | Johann Wilhelm Mauke (1791–1859), Verlagsbuchhändler | 1949                | Motivgruppe: „Buchherstellung und Verlag“ | Maukestieg                             |
| Max-Klinger-Straße (Lage)       | M362               | 0250                   | Max Klinger (1857–1920), Maler | 1971                | Motivgruppe: „Moderne Maler“ | Max-Klinger-Straße                     |
| Max-Pechstein-Straße (Lage)     | M363               | 0450                   | Max Pechstein (1881–1955), Maler | 1971                | Motivgruppe: „Moderne Maler“ | Max-Pechstein-Straße                   |
| Mehrenskamp (Lage)              | M113               | 0285                   | Peter Mehrens (1886–1938), Maler und Gewerkschafter | 1955                | Mehrens gehörte von 1924 bis 1933 der Billstedter Gemeindeverwaltung an, deren stellvertretenden Vorsitz er von 1928 an innehatte. Von 1925 bis 1923 war er darüber hinaus Mitglied des Kreistages Stormarn. | Mehrenskamp                            |
| Meriandamm (Lage)               | M158               | 0545                   | Matthäus Merian (1593–1650), schweizerisch-deutscher Kupferstecher und Verleger, und seine Tochter Maria Sibylla Merian (1647–1717), Naturforscherin und Künstlerin | 1948                | Motivgruppe: „Kartographen und Topographen“ vor 1948: Drosselweg; die Benennung wurde 2001 auf Maria Sibylla Merian erweitert. | Meriandamm                             |
| Merkatorweg (Lage)              | M160               | 0520                   | Gerhard Mercator (1512–1594), Geograph und Kartograph | 1948                | Motivgruppe: „Kartographen und Topographen“ vor 1948: Birkenweg | Merkatorweg                            |
| Merkenstraße (Lage)             | M161               | 0665                   | nach einer Flurbezeichnung | vor 1938            | Merken = Möörken = kleines Moor; Namensgeberin der gleichnamigen U-Bahn-Station | Merkenstraße                           |
| Michael-Hering-Weg (Lage)       | M181               | 0070                   | Michael Hering (1570–1633), Verleger | 1962                | Motivgruppe: „Buchherstellung und Verlag“ | Michael-Hering-Weg                     |
| Möllner Landstraße (Lage)       | M220               | 3060                   | Mölln, Stadt in Schleswig-Holstein | vor 1892            | | Möllner Landstraße                     |
| Mondrianweg (Lage)              | M364               | 0110                   | Piet Mondrian (1872–1944), niederländischer Maler | 1971                | Motivgruppe: „Moderne Maler“ | Mondrianweg                            |
| Moorfleeter Brücke (Lage)       | –                  | 0055                   | in Anlehnung an die Moorfleeter Straße | 1969                | überquert im Zuge der Moorfleeter Straße die Bergedorfer Straße | Moorfleeter Brücke                     |
| Moorfleeter Straße (Lage)       | M264               | 0280 (im Stadtteil)    | Hamburger Stadtteil Moorfleet | 1914                | südlich der Bille in Billbrook | Moorfleeter Straße                     |
| Moosterhoop (Lage)              | M297               | 0155                   | nach einer Flurbezeichnung | 1966                | | Moosterhoop                            |
| Morsumer Weg (Lage)             | M366               | 0215                   | Morsum, Ortsteil der Gemeinde Sylt | 1971                | Motivgruppe: „Städte, Inseln und Gemeinden in Nordfriesland“ | Morsumer Weg                           |
| Motettenstieg (Lage)            | M441               | 0280                   | nach dem gleichnamigen Gattungsbegriff aus der Vokalmusik | 2007                | | Motettenstieg                          |
| Mühlenbachbrücke (Lage)         | –                  | 0025                   | nach der ehemaligen Wassermühle Oberschleems | unbekannt           | | Mühlenbachbrücke                       |
| Mümmelmannsberg (Lage)          | M331               | 1275                   | nach dem Tierbuch Mümmelmann von Hermann Löns | vor 1938            | Namensgeberin der gleichnamigen U-Bahn-Station. | Mümmelmannsberg                        |
| Münterweg (Lage)                | M365               | 0250                   | Gabriele Münter (1877–1962), Malerin | 1971                | Motivgruppe: „Moderne Maler“ | Münterweg                              |
| Nathstieg (Lage)                | N007               | 0100                   | Markus Nath (1882–1941), Gemeindevorsteher in Billstedt | 1958                | | Nathstieg                              |
| Neddermeyerstieg (Lage)         | N017               | 0180                   | Franz Heinrich Neddermeyer (1790–1849), Topograph | 1948                | Motivgruppe: „Kartographen und Topographen“ vor 1948: Fliederstieg | Neddermeyerstieg                       |
| Niebüllweg (Lage)               | N099               | 0370                   | Niebüll, Stadt in Schleswig-Holstein | vor 1938            | Motivgruppe: „Städte, Inseln und Gemeinden in Nordfriesland“ | Niebüllweg                             |
| Niederschleems (Lage)           | N108               | 0145                   | nach der Flurbezeichnung An dem Schleemer Bach | 1948                | vor 1948: Parkstraße; Fuß- und Radweg | Niederschleems                         |
| Oberschleems (Lage)             | O011               | 0395                   | nach der früheren Ortschaft Oberschleems | 1948                | vor 1948: Kampstraße | Oberschleems                           |
| Ohlwurt (Lage)                  | O179               | 0090                   | nach einem Flurnamen | 1968                | | Ohlwurt                                |
| Öjendorfer Brücke (Lage)        | –                  | 0050                   | nach Lage und Funktion im Billstedter Ortsteil Öjendorf | 1968                | überquert im Zuge des Öjendorfer Wegs die Gleise der U-Bahn östlich des Bahnhofs Billstedt | Öjendorfer Brücke                      |
| Öjendorfer Höhe (Lage)          | O031               | 0765                   | nach der erhöhten Lage im Billstedter Ortsteil Öjendorf | 1948                | | Öjendorfer Höhe                        |
| Öjendorfer Steinkamp (Lage)     | O032               | 0335                   | nach einem Flurnamen | 1948                | | Öjendorfer Steinkamp                   |
| Öjendorfer Weg (Lage)           | O033               | 1245                   | nach der Lage im Billstedter Ortsteil Öjendorf | vor 1938            | | Öjendorfer Weg                         |
| Olberskamp (Lage)               | O196               | 0140                   | Nicolaus Hinrich Olbers (1708–1794), Kartograph | 1975                | Motivgruppe: „Kartographen und Topographen“ | Olberskamp                             |
| Oskar-Schlemmer-Straße (Lage)   | O185               | 0250                   | Oskar Schlemmer (1888–1943), Maler | 1971                | Motivgruppe: „Moderne Maler“ | Oskar-Schlemmer-Straße                 |
| Oststeinbeker Weg (Lage)        | O157               | 1690                   | Oststeinbek, Gemeinde im Kreis Stormarn in Schleswig-Holstein | 1922                | | Oststeinbeker Weg                      |
| Papyrusweg (Lage)               | P028               | 0430                   | nach dem gleichnamigen Beschreibstoff | 1961                | Motivgruppe: „Buchherstellung und Verlag“ | Papyrusweg                             |
| Pastor-Manzke-Weg (Lage)        | P261               | 0110                   | Friedrich-Wilhelm Manzke (1934–1994), Pastor in Kirchsteinbek | 2005                | | Pastor-Manzke-Weg                      |
| Paul-Klee-Straße (Lage)         | P229               | 0260                   | Paul Klee (1879–1940), Maler | 1971                | Motivgruppe: „Moderne Maler“ | Paul-Klee-Straße                       |
| Pergamentweg (Lage)             | P068               | 0355                   | nach dem gleichnamigen Beschreibstoff | 1961                | Motivgruppe: „Buchherstellung und Verlag“ | Pergamentweg                           |
| Pfeifengrasweg (Lage)           | P275               | 0065                   | nach der gleichnamigen Pflanzengattung | 2018                | Motivgruppe: „heimische Wiesen-, Ufer- und Wasserpflanzen“ | Pfeifengrasweg                         |
| Pitersenstieg (Lage)            | P130               | 0105                   | Arnold Pitersen (1644–1700), Kartograph und Kupferstecher | 1948                | Motivgruppe: „Kartographen und Topographen“ vor 1948: Dahlienweg | Pitersenstieg                          |
| Pompeselstieg (Lage)            | P255               | 0115                   | nach der regionalen Bezeichnung für den Rohrkolben | 1998                | Motivgruppe: „heimische Wiesen-, Ufer- und Wasserpflanzen“ | Pompeselstieg                          |
| Prachtnelkenweg (Lage)          | P276               | 0085                   | nach der gleichnamigen Pflanzenart | 2018                | Motivgruppe: „heimische Wiesen-, Ufer- und Wasserpflanzen“ | Prachtnelkenweg                        |
| Prinzenweg (Lage)               | P202               | 0295                   | nach einem Märchenmotiv | 1952                | Motivgruppe: „Märchen“ | Prinzenweg                             |
| Rahewinkel (Lage)               | R415               | 0665                   | nach dem Flurnamen Raahe | 1977                | | Rahewinkel                             |
| Rantumer Weg (Lage)             | R380               | 0390                   | Rantum, Ortsteil der Gemeinde Sylt | 1968                | Motivgruppe: „Städte, Inseln und Gemeinden in Nordfriesland“ | Rantumer Weg                           |
| Rautendeleinweg (Lage)          | R064               | 0250                   | nach einer Figur aus dem Märchendrama Die versunkene Glocke von Gerhart Hauptmann                                                                                   | 1952                | Motivgruppe: „Märchen“ | Rautendeleinweg                        |
| Reclamstraße (Lage)             | R382               | 0980                   | Anton Philipp Reclam (1807–1896), Verleger und Buchhändler | 1969                | Motivgruppe: „Buchherstellung und Verlag“ | Reclamstraße                           |
| Rehkoppel (Lage)                | R406               | 0385                   | nach dem dortigen Kleingartenverein gleichen Namens | 1975                | | Rehkoppel                              |
| Rehwiesen (Lage)                | R109               | 0650                   | nach einem Flurnamen | 1948                | | Rehwiesen                              |
| Reinskamp (Lage)                | R135               | 0910                   | nach einem Flurnamen, zurückgehend auf einen Acker, der einem Bauern mit Namen Reins gehörte                                                                        | vor 1938            | | Reinskamp                              |
| Riesenweg (Lage)                | R196               | 0220                   | nach einem Märchenmotiv | 1952                | Motivgruppe: „Märchen“ | Riesenweg                              |
| Rispengrasweg (Lage)            | R448               | 0165                   | nach der gleichnamigen Grasart | 1998                | Motivgruppe: „heimische Wiesen-, Ufer- und Wasserpflanzen“ | Rispengrasweg                          |
| Rodeweg (Lage)                  | R388               | 0210                   | Friedrich Rode (1855–1923), Pastor und Politiker | 1970                | | Rodeweg                                |
| Rohrkolbenstieg (Lage)          | R450               | 0130                   | nach der gleichnamigen Wasser- und Sumpfpflanze | 1999                | Motivgruppe: „heimische Wiesen-, Ufer- und Wasserpflanzen“ | Rohrkolbenstieg                        |
| Rosenrotweg (Lage)              | R288               | 0405                   | nach der Figur aus dem Märchen Schneeweißchen und Rosenrot | 1952                | Motivgruppe: „Märchen“ | Rosenrotweg                            |
| Rote Brücke (Lage)              | R305               | 0215 (im Stadtteil)    | nach dem Anstrich der Brücke | 1948                | Die Rote Brücke ist im Gegensatz zu den anderen nach Farben benannten Bille-Übergängen auch ein ganzer Straßenzug; westlich der Bille in Billbrook | Rote Brücke                            |
| Rotenbrückenweg (Lage)          | R306               | 0595                   | nach der Funktion zur Roten Brücke führend | 1955                | | Rotebrückenweg                         |
| Rotkäppchenweg (Lage)           | R323               | 0185                   | nach dem gleichnamigen Märchen | 1952                | Motivgruppe: „Märchen“ | Rotkäppchenweg                         |
| Rübezahlweg (Lage)              | R334               | 0565                   | nach der gleichnamigen Märchengestalt | 1952                | Motivgruppe: „Märchen“ | Rübezahlstraße                         |
| Ruhmkoppel (Lage)               | R363               | 0215                   | nach einem Flurnamen | vor 1938            | | Ruhmkoppel                             |
| Salomon-Petri-Ring (Lage)       | S910               | 0325                   | Salomon Petri (1609–1685), Pastor in Steinbek und Mitverfasser der Ortschronik                                                                                      | 1984                | | Salomon-Petri-Ring                     |
| Sandkoppelweg (Lage)            | S040               | 0075                   | nach einem Flurnamen | 1949                | | Sandkoppelweg                          |
| Schachtelhalmweg (Lage)         | S963               | 0065                   | nach der gleichnamigen Gattung innerhalb der Farne | 2018                | Motivgruppe: „heimische Wiesen-, Ufer- und Wasserpflanzen“ | Schachtelhalmweg                       |
| Schiffbeker Brücke (Lage)       | –                  | 0085                   | in Anlehnung an den Schiffbeker Weg | 1968                | überquert im Zuge des Schiffbeker Wegs die Gleise der U 3 | Schiffbeker Brücke                     |
| Schiffbeker Höhe (Lage)         | S155               | 0550                   | nach der erhöhten Lage im Billstedter Ortsteil Schiffbek | vor 1938            | | Schiffbeker Höhe                       |
| Schiffbeker Schanze (Lage)      | S156               | 0205                   | zur Erinnerung an die Spökelburg | 1948                | siehe Spökelbarg vor 1948: Ulmenweg | Schiffbeker Schanze                    |
| Schiffbeker Weg (Lage)          | S157               | 3275 (im Stadtteil)    | Schiffbek, Ortsteil von Billstedt | 1948                | nördlich der A 24 in Jenfeld | Schiffbeker Weg                        |
| Schlangenkoppel (Lage)          | S184               | 0485                   | nach einem Flurnamen | 1948                | | Schlangenkoppel                        |
| Schleemer Brücke (Lage)         | –                  | 0040                   | in Anlehnung an den Schleemer Weg | 1968                | überquert im Zuge des Schleemer Wegs die Gleise der U 3 | Schleemer Brücke                       |
| Schleemer Ring (Lage)           | S191               | 0180                   | in Anlehnung an den Schleemer Weg | 1939                | | Schleemer Ring                         |
| Schleemer Weg (Lage)            | S192               | 0825                   | nach dem untergegangen Dorf Oberschleems | vor 1938            | Die Feldmark wurde unter den Dörfern Schiffbek und Steinbek aufgeteilt. | Schleemer Weg                          |
| Schleemkoppel (Lage)            | S193               | 0295                   | in Anlehnung an den Schleemer Weg | 1945                | | Schleemkoppel                          |
| Schneewittchenweg (Lage)        | S253               | 0370                   | nach dem gleichnamigen Märchen | 1952                | Motivgruppe: „Märchen“ | Schneewittchenweg                      |
| Schöfferstieg (Lage)            | S261               | 0220                   | Peter Schöffer (* um 1425; † um 1503), Buchhändler und Verleger | 1948                | Motivgruppe: „Buchherstellung und Verlag“ vor 1948: Turnstraße | Schöfferstieg                          |
| Schümannweg (Lage)              | S298               | 0265                   | Adolf Schümann, von 1907 bis 1918 letzter ehrenamtlicher Gemeindevorsteher von Kirchsteinbek                                                                        | 1950                | | Schümannweg                            |
| Schwanenblumenplatz (Lage)      | S946               | 0030 × 25              | nach der gleichnamigen Sumpfpflanze | 2008                | Motivgruppe: „heimische Wiesen-, Ufer- und Wasserpflanzen“ | Schwanenblumenplatz                    |
| Schwertlilienweg (Lage)         | S947               | 0250                   | nach der gleichnamigen Pflanzengattung | 2008                | Motivgruppe: „heimische Wiesen-, Ufer- und Wasserpflanzen“ | Schwertlilienweg                       |
| Seeadlerstieg (Lage)            | S372               | 0295                   | unklar, ob nach der gleichnamigen Art oder Gattung benannt | 1950                | Motivgruppe: „Vögel“ | Seeadlerstieg                          |
| Seeschwalbentwiete (Lage)       | S386               | 0285                   | nach der gleichnamigen Vogelfamilie | 1952                | Motivgruppe: „Vögel“ | Seeschwalbentwiete                     |
| Sesamweg (Lage)                 | S410               | 0175                   | nach einem Märchenmotiv aus Ali Baba | 1952                | Motivgruppe: „Märchen“ | Sesamweg                               |
| Setzergasse (Lage)              | S412               | 0120                   | nach dem Beruf im Druckerhandwerk | 1948                | Motivgruppe: „Buchherstellung und Verlag“ | Setzergasse                            |
| Silberberg (Lage)               | S446               | 0250                   | nach einem Märchenmotiv | 1952                | Motivgruppe: „Märchen“ | Silberberg                             |
| Silberweidenstieg (Lage)        | W535               | 0080                   | nach der gleichnamigen Weidenart | 2020                | Motivgruppe: „heimische Wiesen-, Ufer- und Wasserpflanzen“ Die erst 2018 Wasserfederstieg benannte Straße wurde per Senatsbeschluss in Silberweidenstieg umbenannt, da es häufige Verwechslungen mit dem nahegelegenen Wasserfenchelstieg gab. | (in der Entstehung, Stand Januar 2022) |
| Similiberg (Lage)               | S452               | 0310                   | nach dem gleichnamigen Märchen | 1952                | Motivgruppe: „Märchen“ | Similiberg                             |
| Simsenweg (Lage)                | S964               | 0090                   | nach der gleichnamigen Pflanzengattung | 2018                | Motivgruppe: „heimische Wiesen-, Ufer- und Wasserpflanzen“ | Simsenweg                              |
| Sonnenland (Lage)               | S497               | 1145                   | frei gewählter Name | 1961                | | Sonnenland                             |
| Spliedtring (Lage)              | S549               | 0595                   | Franz Spliedt (1877–1963), SPD-Politiker | 1966                | | Spliedtring                            |
| Spökelbarg (Lage)               | S551               | 0240                   | nach einer Burg, die sich dort im 10. Jahrhundert befunden haben soll, und den sich um diese rankenden Spukgeschichten                                              | 1948                | niederdeutsch spökeln = spuken vor 1948: Lindenstraße | Spökelbarg                             |
| Spökelbargring (Lage)           | S552               | 0240                   | in Anlehnung an die Straße Spökelbarg | 1948                | vor 1948: Burgstraße und Mittelstraße | Spökelbargring                         |
| Steinadlerweg (Lage)            | S475               | 0475                   | nach der gleichnamigen Greifvogelart | 1950                | Motivgruppe: „Vögel“ | Steinadlerweg                          |
| Steinbeker Berg (Lage)          | S832               | 0260                   | nach der Lage im Billstedter Ortsteil Kirchsteinbek | 1968                | | Steinbeker Berg                        |
| Steinbeker Grenzdamm (Lage)     | S626               | 0880                   | nach dem Grenzverlauf zwischen den ehemaligen Dörfern Boberg und Kirchsteinbek                                                                                      | 1948                | Grundstücke auf der Südseite ab Hausnummer 62 in östlicher Richtung in Lohbrügge, ansonsten in Billstedt | Steinbeker Grenzdamm                   |
| Steinbeker Hauptstraße (Lage)   | S627               | 2730                   | nach der Lage im Billstedter Ortsteil Kirchsteinbek | 1951                | vor 1951: Hamburger Straße | Steinbeker Hauptstraße                 |
| Steinbeker Kirchenstieg (Lage)  | S628               | 0365                   | nach der Lage im Billstedter Ortsteil Kirchsteinbek, zur Kirchsteinbeker Kirche führend                                                                             | 1951                | Die Straße existiert nicht mehr, ist nur an wenigen Stellen noch als Trampelpfad zu erkennen. | Steinbeker Kirchenstieg                |
| Steinbeker Markt (Lage)         | S629               | 0165                   | nach Lage und Funktion im Billstedter Ortsteil Kirchsteinbek | 1948                | vor 1948: Am Markt | Steinbeker Markt                       |
| Steinbeker Marktstraße (Lage)   | S630               | 1070                   | nach der Lage im Billstedter Ortsteil Kirchsteinbek | 1948                | vor 1948: Markstraße | Steinbeker Marktstraße                 |
| Steinbeker Reihe (Lage)         | S631               | 0155                   | nach der Lage im Billstedter Ortsteil Kirchsteinbek | 1950                | Der Begriff „Reihe“ bezeichnet eine einseitig bebaute Straße, kann aber auch einen kleinen Flusslauf meinen | Steinbeker Reihe                       |
| Steinbeker Weg (Lage)           | S633               | 0475                   | nach der Lage im Billstedter Ortsteil Kirchsteinbek | vor 1938            | | Steinbeker Weg                         |
| Steinfeldtstraße (Lage)         | S637               | 0480                   | Heinrich Steinfeldt (1892–1955), SPD-Politiker | 1962                | Motivgruppe: „Frauen und Männer der Arbeiterbewegung“. Die meisten Straßen dieser Motivgruppe befinden sich im benachbarten Stadtteil Horn. | Steinfeldtstraße                       |
| Steinfurther Allee (Lage)       | S639               | 0565                   | nach Steinfurth, einem Kirchsteinbeker Ausbau, auf welchem eine Pulvermühle stand                                                                                   | 1904                | Namensgeberin der gleichnamigen U-Bahn-Station | Steinfurther Allee                     |
| Sterntalerstraße (Lage)         | S682               | 0310                   | nach dem gleichnamigen Märchen | 1952                | Motivgruppe: „Märchen“ | Sterntalerstraße                       |
| Storchenschnabelstieg (Lage)    | S949               | 0135                   | nach der gleichnamigen Pflanzengattung | 2008                | Motivgruppe: „heimische Wiesen-, Ufer- und Wasserpflanzen“ | Storchenschnabelstieg                  |
| Strietkoppel (Lage)             | S871               | 0260                   | nach einem Flurnamen | 1977                | | Strietkoppel                           |
| Sturmvogelweg (Lage)            | S775               | 0350                   | nach der gleichnamigen Vogelfamilie | 1955                | Motivgruppe: „Vögel“ | Sturmvogelweg                          |
| Sultanstraße (Lage)             | S809               | 0300                   | nach einem Märchenmotiv | 1952                | Motivgruppe: „Märchen“ | Sultanstraße                           |
| Tabulatorweg (Lage)             | T001               | 0220                   | nach der Tabulatortaste | 1959                | Motivgruppe: „Buchherstellung und Verlag“ | Tabulatorweg                           |
| Tauchnitzweg (Lage)             | T034               | 0090                   | Christian Bernhard Tauchnitz (1816–1895), Verleger | 1957                | Motivgruppe: „Buchherstellung und Verlag“ | Tauchnitzweg                           |
| Tausendblattweg (Lage)          | T241               | 0095                   | nach der gleichnamigen Pflanzengattung | 2018                | Motivgruppe: „heimische Wiesen-, Ufer- und Wasserpflanzen“ | (in der Entstehung, Stand Januar 2022) |
| Teichrosenweg (Lage)            | T242               | 0100                   | nach der gleichnamigen Pflanzengattung | 2018                | Motivgruppe: „heimische Wiesen-, Ufer- und Wasserpflanzen“ | (in der Entstehung, Stand Januar 2022) |
| Teubnerweg (Lage)               | T049               | 0145                   | Benedictus Gotthelf Teubner (1784–1856), Buchhändler und Verlagsgründer                                                                                             | 1964                | Motivgruppe: „Buchherstellung und Verlag“ | Teubnerweg                             |
| Tinnumer Weg (Lage)             | T199               | 0095                   | Tinnum, Ortsteil der Gemeinde Sylt | 1971                | Motivgruppe: „Städte, Inseln und Gemeinden in Nordfriesland“ | Tinnumer Weg                           |
| Triftkoppel (Lage)              | T165               | 0165                   | nach einer ortsüblichen Bezeichnung | 1957                | | Triftkoppel                            |
| Uferwindenstieg (Lage)          | U060               | 0075                   | nach der gleichnamigen Heilpflanze | 2018                | Motivgruppe: „heimische Wiesen-, Ufer- und Wasserpflanzen“ | (in der Entstehung, Stand Januar 2022) |
| Wasserfenchelstieg (Lage)       | W518               | 0135                   | nach der gleichnamigen Pflanze | 2008                | Motivgruppe: „heimische Wiesen-, Ufer- und Wasserpflanzen“ | Wasserfenchelstieg                     |
| Wegkoppel (Lage)                | W119               | 0320                   | nach einer ortsüblichen Bezeichnung | 1948                | | Wegkoppel                              |
| Wiesenknopfstieg (Lage)         | W519               | 0100                   | nach dem gleichnamigen Rosengewächs | 2008                | Motivgruppe: „heimische Wiesen-, Ufer- und Wasserpflanzen“ | Wiesenknopfstieg                       |
| Wildentenstieg (Lage)           | W261               | 0330                   | nach dem gleichnamigen Entenvogel | 1952                | Motivgruppe: „Vögel“ | Wildentenstieg                         |
| Wilhelm-Lehmbruck-Straße (Lage) | W449               | 0195                   | Wilhelm Lehmbruck (1881–1919), Bildhauer | 1976                | | Wilhelm-Lehmbruck-Straße               |
| Wittdüner Weg (Lage)            | W332               | 0135                   | Wittdün, Gemeinde auf Amrum | 1965                | Motivgruppe: „Städte, Inseln und Gemeinden in Nordfriesland“ | Wittdüner Weg                          |
| Wunschring (Lage)               | W426               | 0270                   | nach einem Märchenmotiv | 1952                | Motivgruppe: „Märchen“ | Wunschring                             |
| Zittergrasweg (Lage)            | Z082               | 0100                   | nach der gleichnamigen Pflanzengattung | 1998                | Motivgruppe: „heimische Wiesen-, Ufer- und Wasserpflanzen“ | Zittergrasweg                          |
| Zur Kräuterwiese (Lage)         | Z097               | 0210                   | nach der Lage zum nach Wiesen-, Ufer- und Wasserpflanzen benannten Neubaugebiet führend                                                                             | 2018                | Motivgruppe: „heimische Wiesen-, Ufer- und Wasserpflanzen“ | Zur Kräuterwiese                       |
| Zwergenstieg (Lage)             | Z066               | 0225                   | nach einem Märchenmotiv | 1952                | Motivgruppe: „Märchen“ | Zwergenstieg                           |
| Zwergfalkenweg (Lage)           | Z067               | 0325                   | nach der gleichnamigen Vogelart | 1950                | Motivgruppe: „Vögel“ | Zwergfalkenweg                         |
| Zwischen den Hecken (Lage)      | Z068               | 0295 (im Stadtteil)    | nach der ursprünglichen Bepflanzung an der Straße | 1932                | westlich der Dannerallee in Horn | Zwischen den Hecken                    |